# 망고 TV
망고 TV(Mango TV,[중]芒果TV,또는 芒果TV国际版APP)는 망고 엑설런트 미디어(Mango Excellent Media)의 자회사인 '망고TV'(mgtv.com Corporation)가 운영하는 중국 인터넷 기업 채널이다. 또는 그 플랫폼을 제공하는 어플리케이션이다.

## 인터넷 비디오 플랫폼
망고 TV(Mango TV)는 후난 브로드캐스팅 시스템(Hunan Broadcasting System,HBS) 및 후난위성텔레비전(Hunan Satellite TV)의 인터넷 비디오 플랫폼으로 2014년에 설립되었으며 이전에는 후난위성텔레비전-골든이글네트워크(Hunan Satellite TV-Golden Eagle Network)의 새로운 미디어로 알려졌었다.

## 같이 보기
- 넷플릭스
- 주문형 비디오 서비스(VOD)
- IPTV
- 인터넷 텔레비전